# Pax3
Pax3 est un facteur de transcription qui a le rôle dans la polarité dorso-ventrale au cours de l'embryogenèse chez les vertébrés. Il est crucial pour la fermeture du tube neural et le processus de l'induction des cellules de la crête neurale au cours de la neurulation. Son expression est localisée dans le domaine dorsal du tube neural en développement.

Schéma de la structure du gène Pax3, de son ARN messager et de la protéine.

## Patron d'expression
Le gène Pax3 s'exprime d'abord au jour embryonnaire (e) 8.5 dans le tube neural en formation et les cellules pré-migratoires de la crête neurale. L'expression de Pax3 est ensuite maintenue dans le tube neural dorsal jusqu'au stade e10.5. L'expression de Pax3 est initiée en réponse à des signaux postériorisants, et qu’elle devient ensuite restreinte au niveau dorsal en réponse à des signaux de modelage dorso-ventral. Pendant l’induction des cellules de la crête neurale, l’expression de Pax3 est induite par les signaux postériorisants de la voie Wnt/β-caténine .
Pax3  a d'autres rôles plus tard dans l'organogenèse, comme pour la différenciation de cellules mésoblastiques en myoblastes en tant que facteur myogénique.

## Régulation
La dégradation de Pax3 se fait par un protéasome après ubiquitination par une ubiquitine ligase. Étonnamment, Pax3 doit être mono-ubiquitiné pour être dégradé alors que les protéines doivent normalement contenir une chaîne d'au moins 4 ubiquitines pour être reconnues par le protéasome.